# Фьодор Толбухин
Фьодор Ива̀нович Толбу̀хин (на руски: Фёдор Иванович Толбухин) е съветски офицер, маршал на Съветския съюз, командващ съветските войски на Южния, 4-ти и 3-ти украински фронтове, герой на Съветския съюз (посмъртно), герой на Югославия, почетен гражданин на Белград, София, Добрич, Враца.

## Ранни години
Роден е на 16 юни 1894 г. в село Андроники, Ярославска губерния (по-късно Толбухински район на Ярославска област), в семейство на селскостопански работници.
Завършва начално училище и заминава за Петербург, където продължава да учи в търговско училище, подпомогнат от заможни роднини. По стечение на обстоятелствата, вместо да стане търговец, в навечерието на Първата световна война завършва офицерско училище в град Ораниенбаум (малък град, близо до Санкт Петербург) и заминава за югозападния фронт.

## Военна кариера преди ВСВ
Когато започва гражданската война в Русия, Ф.И. Толбухин без колебание застава на страната на Червената армия. Воюва на Западния фронт като помощник-началник и началник-щаб на 56-а стрелкова дивизия, началник на оперативното управление на щаба на армията. През 1919 година завършва школа за щабни офицери, а през 1930 г. – курс за усъвършенстване. През 1934 година се дипломира от Военната академия М.В. Фрунзе. Кариерата му продължава да върви във възходяща линия и Толбухин последователно е назначен за началник-щаб на дивизия, корпус, командир на дивизия. От юли 1938 година е назначен за началник-щаб на Закавказския военен окръг.
На 4 юни 1940 година му е присвоено генералско звание.

## Втора световна война
По време на Втората световна война генерал-майор Ф.И. Толбухин е последователно началник-щаб на Закавказския (август – декември 1941), Кавказкия (декември 1941 – януари 1942) и Кримския (януари – март 1942) фронт, заместник-командващ войските на Сталинградския военен окръг (май – юли 1942), командващ 57-а и 68-а армия на Сталинградския и Северозападния фронт (юли 1942 – март 1943).
На 19 януари 1943 година е повишен в звание генерал-лейтенант, само след 3 месеца (на 28 април 1943 г.). в – генерал-полковник, а на 21 септември същата година – в армейски генерал.
През март 1943 година Ф.И. Толбухин командва Южния (преобразуван на 20 октомври 1943 г. в 4-ти украински) фронт, а от май 1944 година – 3-ти украински фронт.
За способностите на Толбухин като военачалник говорят Яш-Кишиневската, Белградската, Будапещенската, Балатонската, Виенската, Донбаската, Мелитополската, Никополско-Криворожката и Кримската операция. Те са осъществени пълно или частично под негово ръководство, от Южния, 3-ти и 4-ти украински фронтове. Толбухин показва себе си като истински стратег. Под негово ръководство войските на Червената армия завземат териториите на Румъния, България, Югославия и Унгария.

## Следвоенни години
След войната Ф. И. Толбухин заема отговорни военни постове, макар вече сериозно болен от диабет, продължава успешно да изпълнява задълженията си. От юли 1945 година е главнокомандващ Южната група армии, от януари 1947 година – командващ войските на Закавказския военен окръг. Избран е за депутат във Върховния съвет на СССР.
Болестта го поваля окончателно в лятото на 1949 година. В своята книга „Дълг за цял живот“ маршал Александър Василевски разказва за престоя на знаменития военачалник в болницата през есента на 1949 година: „Никога няма да забравя как Фьодор, лежейки на болничното легло, буквално минути преди да издъхне, уверяваше, че утре ще си бъде на работа“.
Фьодор Толбухин умира в болницата на 17 октомври 1949 година. Погребан е в некропола на Кремълската стена, на Червения площад в Москва.

## Награди
С Указ на Президиума на Върховния съвет на СССР от 7 май 1965 г. му е присъдено посмъртно званието герой на Съветския съюз.
Награждаван е с 2-а ордена „Ленин“, висшия пълководски орден „Победа“ (26 април 1945 година), 3 ордена „Червено знаме“, 2 ордена „Суворов“ 1-ва степен, орден „Кутузов“ 1-ва степен, орден „Червена звезда“ и множество други ордени и медали, както съветски, така и чуждестранни. Народен герой на Югославия (1944).
През 1960 година в Москва, на булевард „Ф. И. Толбухин“, е поставен паметник в негова чест, изработен от скулптора Л. Е. Кербел и архитекта Г. А. Захаров.